# Дубель, Криспин
Криспин Витольд Дубель (пол. Kryspin Witold Dubiel; род. 12 ноября 1973, Нова-Сажина, ПНР) — польский прелат и ватиканский дипломат. Титулярный архиепископ Ванниды с 1 июля 2024. Апостольский нунций в Анголе с 1 июля 2024. Апостольский нунций в Сан-Томе и Принсипи с 15 июля 2024.